# Ángulo de rotación de la Tierra
El ángulo de rotación de la Tierra es la medida de la rotación de la Tierra a partir de un origen en el ecuador celeste, el «origen intermedio celeste», que no tiene movimiento instantáneo a lo largo del ecuador; originalmente se denominaba «origen no rotatorio». 
El ángulo de rotación de la Tierra, medido en radianes, está relacionado con el UT1 por un polinomio lineal simple
{\displaystyle \theta (t_{U})=2\pi (0.779\,057\,273\,2640+1.002\,737\,811\,911\,354\,48\cdot t_{U})} tU=JD-J2000 
donde tU=JD-J2000 es el fecha juliana UT1 (JD) con respecto a la J2000 época (JD 2451545.0).
El coeficiente lineal representa la velocidad de rotación de la Tierra.
El ángulo de rotación de la Tierra sustituye al Tiempo Sidéreo Aparente de Greenwich (GAST). El origen en el ecuador celeste para GAST, llamado el verdadero Equinoccio, sí se mueve, debido al movimiento del ecuador y la eclíptica. La falta de movimiento del origen del ángulo de rotación de la Tierra se considera una ventaja importante.
El ángulo de rotación de la Tierra puede convertirse a otras unidades; por ejemplo, el Almanaque astronómico para el año 2017 lo tabula en grados, minutos y segundos.
Como ejemplo, el Almanaque astronómico para el año 2017 dio la ERA a las 0 h del 1 de enero de 2017 UT1 como 100° 37′ 12,4365″.